# Lista de supercentenários portugueses
Supercentenário é a designação atribuída a uma pessoa que atinge a idade igual ou acima dos 110 anos. Esta é uma lista incompleta de portugueses supercentenários, ou seja de pessoas portuguesas que tenham alcançado a idade de 110 anos ou mais. A identificação da sua idade foi feita pela sociedade através de registros de baptismo ou registros de nascimento. No entanto alguns destes supercentenários também já foram validados pelo Gerontology Research Group (GRG) do livro do Guinness.

## Tabela por longevidade de portugueses supercentenários
| Posição | Nome                                | Data de nascimento           | Data do falecimento      | Sexo | Idade               | Naturalidade             |
| ------- | ----------------------------------- | ---------------------------- | ------------------------ | ---- | ------------------- | ------------------------ |
| 1       | Brites de Santa Ursula              | Entre janeiro e maio de 1589 | 18 de maio de 1719       | F    | 130 anos completos  | Lisboa                   |
| 2       | Maria de Jesus                      | 10 de setembro de 1893       | 2 de janeiro de 2009     | F    | 115 anos e 114 dias | Ourém                    |
| 3       | Maria do Couto Maia-Lopes           | 24 de outubro de 1890        | 25 de julho de 2005      | F    | 114 anos e 274 dias | Vila Nova de Gaia        |
| 4       | Maria da Encarnação Nunes de Sousa  | 20 de março de 1909          | 21 de julho de 2022      | F    | 113 anos e 123 dias | Seia                     |
| 5       | Maria Luíza Nunes da Silva          | 7 de julho de 1898           | 26 de setembro de 2011   | F    | 113 anos e 81 dias  | Porto                    |
| 6       | Catarina Carreiro Pascoal           | 9 de janeiro de 1891         | 13 de fevereiro de 2004  | F    | 113 anos e 35 dias  | Idanha-a-Nova            |
| 7       | Carmelina Augusta Delgado           | 14 de novembro de 1900       | c. 25 de outubro de 2013 | F    | 112 anos e 345 dias | Vinhais                  |
| 8       | Clara Lopes dos Santos              | 26 de março de 1894          | 25 de outubro de 2006    | F    | 112 anos e 213 dias | Carregal do Sal          |
| 9       | Augusto Moreira de Oliveira         | 6 de outubro de 1896         | 13 de fevereiro de 2009  | M    | 112 anos e 130 dias | Espinho                  |
| 10      | Maria Inácia Coelho Pinto Carmelino | 17 de junho de 1911          | 20 de agosto de 2023     | F    | 112 anos e 64 dias  | Huambo (Angola)          |
| 11      | Maria da Conceição Brito            | 31 de dezembro de 1912       | ainda em vida            | F    | 112 anos e 78 dias  | Faro                     |
| 12      | Isabel Gomes Sarmento               | 27 de dezembro de 1910       | 12 de janeiro de 2023    | F    | 112 anos e 16 dias  | Cruzeiro do Sul (Brasil) |
| 13      | José Dias de Moura                  | 1611                         | 6 de novembro de 1723    | M    | 112 anos            | Lisboa                   |
| 14      | Mary Marques                        | 11 de fevereiro de 1896      | 3 de janeiro de 2008     | F    | 111 anos e 326 dias | Ansião                   |
| 15      | Ilda da Silva                       | 16 de abril de 1913          | ainda em vida            | F    | 111 anos e 337 dias | Portimão                 |
| 16      | Elvira de Jesus Caldeira Figueiredo | 27 de julho de 1886          | 5 de junho de 1998       | F    | 111 anos e 313 dias | Arganil                  |
| 17      | Benvinda Marques Matias             | 15 de fevereiro de 1906      | 23 de setembro de 2017   | F    | 111 anos e 220 dias | Arganil                  |
| 18      | António Fernandes de Castro         | 6 de janeiro de 1898         | 22 de junho de 2009      | M    | 111 anos e 167 dias | Barcelos                 |
| 19      | Maria Virgínia Ferreira de Almeida  | 3 de abril de 1899           | 3 de agosto de 2010      | F    | 111 anos e 122 dias | Porto                    |
| 20      | Maria Dolores Ferreira              | 22 de julho de 1902          | 31 de julho de 2013      | F    | 111 anos e 9 dias   | Barcelos                 |
| 21      | Susana Correia Conceição Silva      | 25 de abril de 1905          | c. 25 de abril de 2016   | F    | 111 anos            | Lisboa                   |
| 22      | Maria da Costa Almeida              | 29 de setembro de 1899       | setembro de 2010?        | F    | 110 anos e 337 dias | Tábua                    |
| 23      | Romana Sousa Marques                | 22 de julho de 1908          | 15 de junho de 2019      | F    | 110 anos e 328 dias | Batalha                  |
| 24      | Felícia Bento                       | 13 de abril de 1901          | 29 de dezembro de 2011   | F    | 110 anos e 260 dias | Penela                   |
| 25      | Júlia Machado Rose                  | 27 de janeiro de 1902        | 21 de setembro de 2012   | F    | 110 anos e 238 dias | Madalena                 |
| 26      | Alice Sanders                       | 12 de maio de 1897           | 7 de novembro de 2007    | F    | 110 anos e 179 dias | Ilha de São Jorge        |
| 27      | Manuel Rafael dos Santos            | 23 de dezembro de 1905       | 16 de maio de 2015       | M    | 109 anos e 144 dias | Lisboa                   |
| 28      | Cesaltina Pereira de Vasconcelos    | 4 de março de 1914           | 26 de abril de 2023      | F    | 109 anos e 53 dias  | Sever do Vouga           |
| 29      | Maria Teresa da Silva               | 2 de dezembro de 1908        | 17 de junho de 2016      | F    | 107 anos e 188 dias | Paredes                  |

## História dos supercentenários

### Alice Sanders
Alice Sanders (Ilha de São Jorge, 12 de maio de 1897 — Merced, 7 de novembro de 2007) foi uma supercentenária nascida no arquipélago dos Açores Portugal. Faleceu no estado da Califórnia (EUA). Era uma das últimas sobreviventes do Terramoto de São Francisco de 1906.
Alice nasceu na ilha de São Jorge e foi baptizada Alice Catarina Matos. A sua família emigrou para Half Moon Bay na Califórnia em 1903, quando Alice tinha 6 anos. O facto de saber ler e escrever em português permitiu-lhe ajudar muitos analfabetos com a correspondência. O terramoto de 1906 foi uma experiência traumatizante para toda a sua família, fazendo-os acreditar que tinha chegado o fim do Mundo.
A família Matos mudou-se para Gustine (Califórnia) em 1912, onde Alice conheceu Clarence Leonard Sanders, casando-se com ele no dia de Natal de 1913. O casal viveu alguns anos no Oregão onde Alice ganhou a vida como costureira de cortinas e cortinados. Nos anos 40 voltaram para a Califórnia. Alice enviuvou em 1964 e aos 100 anos de idade, com saúde debilitada, foi internada pela sua família num lar de idosos em Merced. "Trabalhar para criar os filhos" foi a resposta quando lhe perguntaram o segredo para chegar aos 110 anos.

### António Fernandes de Castro
António Fernandes de Castro (Durrães, 6 de janeiro de 1898 — 22 de junho de 2009) foi um supercentenário português. Faleceu aos 111 anos e 167 dias e era a pessoa viva mais velha de Portugal desde da morte de Augusto Oliveira Moreira, em 13 de fevereiro de 2009. O estatuto de supercentenário só foi reconhecido pela Gerontology Research Group em fevereiro de 2009, quando António já tinha passado o seu 111º aniversário. Assim, na altura da sua morte era a 41ª pessoa mais velha do Mundo com longevidade comprovada. Era o quarto homem mais velho do mundo e último homem português nascido no século XIX.

### Augusto Moreira de Oliveira
Augusto Moreira de Oliveira (Guetim, 6 de outubro de 1896 — Grijó, 13 de fevereiro de 2009) foi um supercentenário português e era também a pessoa viva mais velha do país desde 2 de Janeiro de 2009, dia da morte de Maria de Jesus. Era também o quarto homem vivo mais velho do mundo à data da sua morte. A sua longevidade fez com que se integrasse entre as 25 pessoas vivas mais velhas do mundo e entre os 25 homens que mais tempo viveram no registro do GRG.

### Maria Teresa Silva
Maria Teresa da Silva (Aguiar de Sousa, 2 de dezembro de 1907 — 17 de junho de 2016). Nasceu em Aguiar Sousa, concelho de Paredes em 1908. Dedicou toda a sua vida enquanto operária de uma mina de ouro no mesmo concelho. Foi durante 8 meses a pessoa mais velha de Portugal. Faleceu em 2016, vítima de uma paragem digestiva. À data da sua morte, tinha 6 filhos, 18 netos, 54 bisnetos e 14 trinetos.

### Brites de Santa Ursula
Brites de Santa Ursula (Lisboa, entre janeiro e maio de 1589 — Lisboa, 18 de maio de 1719). Nasceu em Lisboa e foi criada doméstica das freiras do Convento do Salvador. Aí morreu em 18 de maio de 1719 com 130 anos completos.

### Carmelina Augusta Delgado
Carmelina Augusta Delgado (Bragança, 14 de novembro de 1900 — Vimioso, 25 de outubro de 2013).

### Catarina Carreiro Pascoal
Catarina Carreiro Pascoal (Penha Garcia, 9 de janeiro de 1891 — Penha Garcia, 13 de fevereiro de 2004) foi a primeira supercentenária portuguesa a ser internacionalmente reconhecida. Antes da descoberta de Maria do Couto Maia-Lopes era considerada a pessoa viva mais velha de Portugal
Catarina nasceu em 1891, e tinha seis irmãos. A sua mãe morreu nova, mas o seu pai que era um pedreiro e proprietário de um moinho viveu até aos 105 anos de idade. Desde muito pequena, Catarina ajudou o pai no trabalho no moinho. Assim, nunca andou na escola, nem foi alfabetizada. Casou com o agricultor António Pascoal Nabais em 1914 que era alcunhado de "Avô", ganhando assim, o nome por que veio a ser conhecida, "Ti Catrina d'Avó". Ajudava diligentemente o marido no trabalho agrícola, tanto que nunca se distanciou muito do seu lugar de nascimento. Os pontos altos da sua vida incluem o ter sido presa por roubar fruta e ter sido atingida por um relâmpago. Foi religiosa até ao fim da vida. No dia do seu 113º aniversário declarou -“Eu hoje faço anos e queria que toda a gente chegasse à minha idade. Rezo a Deus por isso”.

### Clara Lopes dos Santos
Clara Lopes dos Santos (Papízios, 26 de março de 1894 — Lisboa, 25 de outubro de 2006).

### Elvira de Jesus Caldeira Figueiredo
Elvira de Jesus Caldeira Figueiredo (Anceriz, 27 de julho de 1886 — Cerdeira, 5 de junho de 1998). Nasceu em Anceriz, no concelho de Arganil e casou em 1914 aos 27 anos. Enviuvou em 1950.

### Felícia Bento
Felícia Bento (29 de setembro de 1899 — setembro de 2010?).

### Inácia Carmelino
Maria Inácia Coelho Pinto Carmelino (Vila Nova, Huambo, Angola Portuguesa, 17 de junho de 1911 — Ajuda, Lisboa, 20 de agosto de 2023) foi uma cidadã supercentenária luso-angolana, que foi a pessoa mais velha (conhecida) de Portugal desde a morte de Isabel Gomes Sarmento, em janeiro de 2023, até agosto do mesmo ano.

### José Dias Moura
Padre José Dias Moura (Lisboa, 1611 — Lisboa, 6 de novembro de 1723). Nasceu em 1611 e morreu como pároco da igreja paroquial de S. Bartolomeu (Lumiar, Lisboa) no dia 6 de novembro de 1723 com 112 anos de idade.

### Júlia Machado Rose
Júlia Machado Rose (27 de janeiro de 1902 — 21 de setembro de 2012).

### Maria da Costa Almeida
Maria da Costa Almeida (29 de setembro de 1899 — setembro de 2010?).

### Maria da Encarnação Nunes de Sousa
Maria da Encarnação Nunes de Sousa (Tourais e Lajes, 20 de março de 1909 – Vila Nova de Tazem, 21 de julho de 2022). Também conhecida por Encarnação Sousa, nasceu no ano de 1909 em Pradinho que se situa na actual freguesia de Tourais e Lajes no concelho de Seia, Portugal. Casou com Alexandre de Sousa de Vila Nova de Tazem com quem teve 9 filhos (2 morreram ainda bébés), tendo a 13 de Janeiro de 2021 ainda 14 netos (Cláudio Sousa, Tânia Sousa, Yolanda Sousa etc), 21 bisnetos e 2 trisnetos (à data ainda não nasceu o 3º trisneto). Atribuia a sua logevidade a tomar o almoço e jantar sempre com um copo de vinho tinto. Conforme descrição das cuidadoras, recusava-se a comer se não tiver o seu vinho Residiu desde 2010 no Lar do Centro Paroquial de Vila Nova de Tazem onde em 12 de Janeiro de 2021 foi a primeira utente do lar a receber a Vacina contra a COVID-19.

### Maria de Jesus
Maria de Jesus (Ourém, 10 de setembro de 1893 — Tomar, 2 de janeiro de 2009) foi uma cidadã portuguesa supercentenária, considerada oficialmente a pessoa mais velha do mundo (decana da Humanidade) por cinco semanas.

### Maria do Carmo Fernandes
Maria do Carmo Fernandes (Carvalhal, 23 de janeiro de 1902 — Carvalhal, 21 de fevereiro de 2012).

### Maria do Couto Maia-Lopes
Maria do Couto Maia-Lopes (24 de outubro de 1890 — 25 de julho de 2005) morava em Grijó, perto de Vila Nova de Gaia. Faleceu com a idade de 114 anos. Em 2007, era a 26ª pessoa mais velha de sempre à data da morte.

### Maria Dolores Ferreira
Maria Dolores Ferreira (22 de julho de 1902 — 31 de julho de 2013).

### Maria Luíza Nunes da Silva
Maria Luíza Nunes da Silva (7 de julho de 1898 – 26 de setembro de 2011) foi a pessoa mais velha do país durante dois anos. Na altura da sua morte ocupava a posição entre as pessoas mais velhas do mundo.
Maria Luíza era viúva desde 1972. Teve três filhos, um dos quais já falecido, e 12 netos.Foi a única pessoa portuguesa com confirmação de ter vivido em treze décadas diferentes, e a última sobrevivente das pessoas portuguesas nascidas no século XIX.

### Maria Virgínia Ferreira de Almeida
Maria Virgínia de Abreu Ferreira de Almeida Pestana (Porto, 3 de abril de 1899 — Coimbra, 3 de agosto de 2010) foi mais velha estudante da Universidade de Coimbra e provavelmente a única supercentenária portuguesa com educação universitária. No dia da sua morte, aos 111 anos e 122 dias, era a segunda pessoa mais velha de Portugal.
Filha de um médico e órfã de mãe aos cinco anos, Maria Virgínia viveu a sua juventude em São Pedro do Sul. Jogava ténis, andava a cavalo, nadava no rio, aprendeu música e francês. Quando concluiu o Liceu em Viseu, onde era uma das três raparigas, o pai negou-lhe a ida para Londres. Assim, inscreveu-se no curso de Ciências Físico-Químicas na universidade de Coimbra. Conheceu e teve um relacionamento cordial com António de Oliveira Salazar, que era um jovem assistente nessa altura. Em reação à discriminação sexual que existia na universidade, Maria Virgínia foi cofundadora da primeira República feminina, a Casa Independente de Raparigas de Coimbra. Depois de se formar com um bom resultado deu aulas de Física em Lisboa durante um ano e depois transferiu-se para o Liceu Infanta D. Maria em Coimbra, onde permaneceu até se reformar aos 75 anos de idade. Aos 32 anos, casou com Ernesto Pestana, que viria a ser Governador Civil de Coimbra. Teve seis filhos e contava com treze netos e oito bisnetos. Gozava de boa saúde à excepção de dores nos ossos e preservava bom humor. A sua boa visão ainda lhe permitia que lesse jornais e revistas sem óculos. Havia muitos anos que não comia carne nem peixe, alimentado-se essencialmente de fruta e leite.

### Mary Marques
Maria José Felícia Marques (11 de fevereiro de 1896 — Massachusetts, 3 de janeiro de 2008) foi uma supercentenária nascida em Portugal. Faleceu no estado de Massachusetts (EUA) aos 111 anos e 326 dias.

### Paulo de Carvalho e Ataíde
Paulo de Carvalho e Ataíde (1603 – 1713). 3º Senhor do Morgado de Sernancelhe e da Quinta da granja, e padroeiro da Igreja de Nossa Senhora das Mercês.. Tio paterno do Marquês de Pombal foi professor na Universidade de Coimbra e faleceu com 110 anos

### Romana Sousa Marques
Romana de Sousa Marques (Batalha, 22 de julho de 1908 - Leiria, 15 de junho de 2019) foi uma supercentenária portuguesa que faleceu aos 110 anos e 328 dias. Romana foi considerada a pessoa mais velha em Portugal, desde a morte de Benvinda Marques Matias em 2017.
Aos 9 anos, com a mesma faixa etária que a irmã Lúcia, Romana deslocou-se à Cova da Iria e presenciou o Milagre do Sol.
Romana foi mãe de um único filho, Tenente-Coronel Nuno Álvares Pereira, que faleceu aos 48 anos num acidente aéreo ao serviço de Portugal em Moçambique, durante a guerra colonial, em fevereiro de 1974, dois meses antes da revolução de abril. Desde então, Romana realizou vários donativos aos bombeiros voluntários de Batalha, concelho onde nasceu, onde se inclui uma ambulância e 250 mil euros

### Susana Correia Conceição da Silva
Susana Correia Conceição da Silva (25 de abril de 1905 — 25 de abril de 2016).